# Mario Schmidgall
Mario Schmidgall (* 2. Mai 1998 in Schwäbisch Hall) ist ein deutscher Volleyballspieler.

## Karriere
Schmidgall begann seine Karriere beim SSV Geißelhardt. Später spielte er bei der SG Waldenburg. 2013 wechselte der Zuspieler zu den Volley YoungStars, dem Nachwuchsteam des VfB Friedrichshafen. Mit der Mannschaft spielte er vier Jahre lang in der Zweiten Bundesliga Süd. 2017 wurde Schmidgall vom Bundesligisten Volleyball Bisons Bühl verpflichtet. 2020 wechselte Schmidgall zum Ligakonkurrenten United Volleys Frankfurt und wurde dort im Jahr 2021 DVV Pokalsieger. Von 2021 bis 2023 spielte Schmidgall für den Erstligisten Netzhoppers Königs Wusterhausen. Im Jahr 2023 wechselte er nach Belgien zu Tectum Achel.
Schmidgall spielte mit wechselnden Partner bei Nachwuchsturnieren der Landesmeisterschaft und deutschen Meisterschaft Beachvolleyball.